# Société civile d'exploitation agricole
Pour les articles homonymes, voir SCEA.
Une société civile d'exploitation agricole (SCEA), est un type de société civile à vocation agricole prévu par la réglementation française (Art.L.327-1 du Code rural et de la pêche maritime). Elle se compose d'au moins deux associés, et n'a pas de capital minimal ou maximal, les apports en nature ou en industrie sont possibles.

## Points particuliers
- La SCEA est une société à objet exclusivement civil, qui ne doit pas avoir d'activité commerciale et qui est libre de constitution. Elle permet de gérer une ou plusieurs exploitations agricoles, quelle que soit la taille de ces exploitations.
- Les associés doivent être au moins deux mais peuvent être des personnes physiques (mineures ou majeures) ou morales. Contrairement à l'EARL (exploitation agricole à responsabilité limitée), la SCEA ne peut pas avoir un associé unique.
- Le gérant ou les gérants sont choisis parmi les associés, ils sont alors associés exploitants. Un tiers, y compris une personne morale, peut être désigné gérant par les associés.
- Il n'est pas nécessaire de devoir rétribuer un associé à hauteur du SMIC. Il n'y a pas d'indemnités ou salaire minimum pour le travail d'un associé puisque ce dernier reçoit un partage des bénéfices.
- Un bilan comptable doit être produit chaque fin d'exercice.
- La SCEA n'est pas une société à responsabilité limitée.

## Régime fiscal
La SCEA est en principe soumise à l'impôt sur le revenu (IR).
La SCEA peut toutefois opter pour l'impôt sur les sociétés (IS) ; cette option est irrévocable : pour cette raison, elle est rarement exercée dans les sociétés agricoles, dont l'activité a pour particularité de générer un chiffre d'affaires qui peut connaître de très fortes fluctuations.

## Sécurité sociale
Le régime de protection sociale des associés exploitants de la SCEA est celui des exploitants agricoles ; ils cotisent à la MSA. Ils sont donc des Travailleurs Non-Salariés.
La situation d'un gérant qui n'aurait pas par ailleurs la qualité d'associé exploitant est sujette à diverses interprétations faute de texte clair. En principe, il n'est pas assujetti à la sécurité sociale ; mais certaines caisses de MSA l'affilient au régime des salariés agricoles s'il est rémunéré pour ses fonctions.